# Ризантес
Ризантес (лат. Rhizanthes) — род цветковых растений семейства Раффлезиевые (лат. Rafflesiaceae). Содержит 4 вида паразитических растений.

## Ботаническое описание
Отсутствуют листья, стебли, корни и фотосинтезирующие ткани. Паразитуют на корнях нескольких видов винограда из рода тетрастигма (лат. Tetrastigma). Диаметр цветков варьирует от 14 до 43 см в диаметре. Наконец, один вид, R. lowii, является эндотермическим. Он не только сам производит тепло, но и обладает редкой способностью регулировать собственную температуру.

## Ареал
Обитают в тропических лесах на юге и юго-востоке Азии.

## Виды
- Rhizanthes deceptor (Суматра)
- Rhizanthes infanticida (юг Таиланда, запад Малайзии, Суматра)
- Rhizanthes lowii (Борнео)
- Rhizanthes zippelii (запад острова Ява)

## Внешние ссылки
- https://books.google.com/books?id=F97dSF-_j0UC&lpg=PA58&dq=Rhizanthes%20description&pg=PA58#v=onepage&q=Rhizanthes%20description&f=false